# Otoci kraljice Elizabete
Otoci kraljice Elizabete (fra. Îles de la Reine-Élisabeth; nekada Parry Islands ili Parry Archipelago) su najsjeverniji skup otoka u kanadskom arktičkom otočju, podijeljenom između Nunavuta i Sjeverozapadnih teritorija u sjevernoj Kanadi. Otoci kraljice Elizabete sadrže otprilike 14% globalnog područja ledenjaka i ledenih kapa (isključujući kopnene ledene ploče Grenlanda i Antarktike).

## Geografija
Otoci, zajedno veličine 419.061 km² u području, preimenovani su u grupu po Elizabeti II prilikom njezine krunidbe za kraljicu Kanade 1953. godine. Otoci pokrivaju područje približno pravokutnog trokuta, omeđeno tjesnacem Nares na istoku, kanal Parry na jugu i Arktičkim oceanom na sjeveru i zapadu. Većina je nenaseljena, iako Kanadski program za geoznanost o klimatskim promjenama Sektor znanosti o Zemlji (ESS) ima monitore na otocima. Godine 1969. Panarctic Oils, sada dio Suncor Energya, započeo je s radom na istraživačkim naftnim bušotinama u bazenima Franklinian i Sverdrup i planirao je uspostaviti svoju bazu resursa na otocima kraljice Elizabete. Prestali je s proizvodnjom 1970-ih. Na GeoConvention 2013. regija Arktičkih otoka nazvana je vječnom kanadskom "posljednjom granicom istraživanja nafte". Hogg i Enachescu su tvrdili da se razvoj i implementacija naprednih pomorskih i kopnenih seizmičkih tehnologija na Aljaski, sjevernoj Europi i Sibiru mogu modificirati za korištenje na otocima kraljice Elizabete.
Otoci kraljice Elizabete nisu bili u potpunosti ucrtani sve do britanskih ekspedicija Sjeverozapadnim prolazom i kasnijih norveških istraživanja u 19. stoljeću.
Ovi otoci bili su poznati kao Parry arhipelag više od 130 godina. Prvi put su dobili ime po britanskom istraživaču Arktika Sir Williamu Parryju, koji je tamo doplovio 1820. godine na brodu Hecla. Od preimenovanja arhipelaga 1953., termin Parry Islands nastavio se koristiti za njegov jugozapadni dio (manje otok Ellesmere i Sverdrupski otoci). Stoga je regionalna struktura arhipelaga sljedeća:
- Otok Ellesmere
- Sverdrupski otoci
- Otočje Parry

Otok Ellesmere je najsjeverniji i daleko najveći. Sverdrupski otoci nalaze se zapadno od otoka Ellesmere i sjeverno od Norveškog zaljeva. Preostali otoci južnije i zapadnije, ali sjeverno od kanala Parry (kojeg čine tjesnaci Lancaster, Viscount Melville i McClure), nosili su naziv otočje Parry, koji je do 1953. godine također uključivao Sverdrupske otoke i otok Ellesmere. Južno od tjesnaca Lancaster, Viscount Melville i M'Clure preostali su otoci Arktičkog arhipelaga.

### Veliki otoci
Mnogi su otoci među najvećima na svijetu, a najveći je otok Ellesmere. Ostali veći otoci uključuju otok Amund Ringnes, otok Axel Heiberg, otok Bathurst, otok Borden, otok Cornwall, otok Cornwallis, otok Devon, otok Eglinton, otok Ellef Ringnes, otok Mackenzie King, otok Melville i otok princa Patrika.

### Manji otoci
Ostali manji, ali značajni otoci uključuju; Otok Beechey (74°43′N 091°51′W / 74.717°N 91.850°W ), na kojem su se nalazili grobovi podoficira Johna Torringtona, vojnika kraljevske mornarice Williama Brainea i sposobnog mornara Johna Hartnella, trojice članova posade Sir Johna Franklina koji su sudjelovali u njegovoj izgubljenoj ekspediciji, Otok Hans (80°49′41″N 066°27′35″W / 80.82806°N 66.45972°W ), mali, nenaseljeni neplodni brežuljak veličine 1,3 km² kojeg svojataju Kanada i Danska, otočja Cheyne (76°18′22″N 097°31′12″W / 76.30611°N 97.52000°W ), tri mala otoka (zajedno površine 0.73 km²) koji su važno područje za ptice (#NU049) i ključno mjesto kopnenog staništa ptica selica (NU lokacija 5) i otok Skraeling (78°54′42″N 075°37′58″W / 78.91167°N 75.63278°W ) važno arheološko nalazište na kojem su pronađeni Inuitski (zajedno s njihovim precima Dorsetima i Thule-ima) i nordijski artefakti. Sastoje se od silurskih i karbonskih stijena prekrivenih tundrom.

### Stanovništvo
S manje od 400 stanovnika, otoci su gotovo nenaseljeni. Na otocima postoje samo tri stalno naseljena mjesta. Dvije općine su zaseoci Resolute (198 stanovnika prema popisu iz 2016.), na otoku Cornwallis, i Grise Fiord (129 stanovnika prema popisu iz 2016.), na otoku Ellesmere. Alert je meteorološka postaja s osobljem Environment and Climate Change Canada, laboratorija za praćenje atmosfere Global Atmosphere Watch (GAW) na otoku Ellesmere, a ima nekoliko privremenih stanovnika zbog CFS Alert koji se nalazi na istom mjestu. Eureka, mala istraživačka baza na otoku Ellesmere, ima nula stanovnika, ali najmanje 8 zaposlenih na kontinuiranoj rotacijskoj osnovi.

## Pregled otoka
Prema Atlasu Kanade u arhipelagu se nalaze 34 veća i 2092 manja otoka. S izuzetkom otoka Ellesmere, oni spadaju u dvije skupine, Sverdrupski otoci i otočje Parry.

## Vanjske poveznice
- Bathurst Island na oceandots.com
- Cornwall Island  Arhivirana inačica izvorne stranice od 5. veljače 2007. (Wayback Machine) na oceandots.com
- Meighen Island na oceandots.com
- Prince Patrick Island na oceandots.com